# 石田仁
石田 仁（いしだ ひとし、1961年（昭和36年）7月22日 - ）は、日本の政治家。岐阜県大垣市長（2期）。元大垣市議会議員（5期）。

## 経歴
大垣市立日新小学校、大垣市立西中学校、岐阜県立大垣東高等学校卒業。1984年3月、日本体育大学卒業。同年4月、大垣農業協同組合に就職。
2003年、第15回統一地方選挙の一環で行われた大垣市議会議員選挙に自由民主党公認で出馬。以後5回連続当選。
2015年～2016年、大垣市議会議長。
2021年、小川敏市長(当時)の不出馬表明を受け大垣市長選挙への立候補を表明。自民党、公明党、立憲民主党、国民民主党の推薦を受け、同年4月18日に初当選した。4月22日、市長就任。
2025年（令和7年）4月13日の大垣市長選挙では、新人で元大垣市議会議員の岡田正昭を破り、2回目の当選を果たす。